# Reggatta de Blanc
Reggatta de Blanc — второй альбом британской рок-группы The Police, вышедший 5 октября 1979 года. Альбом поднимался на первое место в английском чарте и до 25-го места в американском чарте Billboard. C Reggatta de Blanc были выпущены три сингла: «Message in a Bottle», «Walking on the Moon» и «Bring On the Night». Композиция «Reggatta de Blanc» получила премию «Грэмми» на 23-й церемонии в 1981 году в категории «Лучшее инструментальное рок исполнение».
Альбом Reggatta de Blanc находится на 372-м месте в списке 500 лучших альбомов всех времён по версии журнала Rolling Stone.
Приблизительный перевод названия альбома — Белый регги.

## История создания
Работа над записью альбома была начата в феврале 1979 года. The Police потратили 6000 фунтов на то, чтобы зарезервировать студию Surrey Sound, чистое время работы в студии составило четыре недели, при этом процесс записи растянулся на несколько месяцев, прерываемый концертами, включая американское турне в апреле 1979 года. В сравнении с созданием Outlandos d’Amour запись Reggatta de Blanc проходила сложнее, так как у группы не были готовы полностью сочинённые песни к началу сессии. Вместе с тем в техническом плане процесс записи стал совершеннее — звукоинженер Найджел Грей провёл переоснащение студии (в числе прочего число каналов записи увеличилось с 16 до 24).
Как сам альбом, так и выпущенные в конце 1979 года синглы с альбома («Message in a Bottle» и «Walking on the Moon»), заняли первые строчки в английском чарте. Альбом Reggatta de Blanc находился в хит-праде Великобритании 74 недели, из них в течение 4 недель занимал 1-е место (с 13 октября по 3 ноября 1979 года). Сингл «Message in a Bottle» находился в хит-параде 11 недель, из них — 3 недели на первом месте, сингл «Walking on the Moon» — всего 10 недель (на первом месте — 1 неделя).

## Список композиций
| №  | Название               | Автор(ы)                             | Длительность |
| -- | ---------------------- | ------------------------------------ | ------------ |
| 1. | «Message in a Bottle»  | Стинг                                | 4:51         |
| 2. | «Reggatta de Blanc»    | Энди Саммерс, Стинг, Стюарт Коупленд | 3:06         |
| 3. | «It’s Alright for You» | Стинг, Стюарт Коупленд               | 3:13         |
| 4. | «Bring On the Night»   | Стинг                                | 4:15         |
| 5. | «Deathwish»            | Энди Саммерс, Стинг, Стюарт Коупленд | 4:13         |

| №   | Название                        | Автор(ы)        | Длительность |
| --- | ------------------------------- | --------------- | ------------ |
| 6.  | «Walking on the Moon»           | Стинг           | 5:02         |
| 7.  | «On Any Other Day»              | Стюарт Коупленд | 2:57         |
| 8.  | «The Bed’s Too Big Without You» | Стинг           | 4:26         |
| 9.  | «Contact»                       | Стюарт Коупленд | 2:38         |
| 10. | «Does Everyone Stare»           | Стюарт Коупленд | 3:52         |
| 11. | «No Time This Time»             | Стинг           | 3:17         |

## Участники записи
The Police:
- Стинг — бас-гитара, вокал
- Энди Саммерс — гитара, клавишные, вокал
- Стюарт Коупленд — ударные, вокал, вступление на фортепиано (трек 10)

Технический персонал:
- The Police — продюсер
- Найджел Грей[англ.] — продюсер, звукоинженер
- Джанетт Бекман[англ.] — фотография на задней обложке
- Майкл Росс — арт-директор, дизайн
- Джеймс Уедж — фотография на обложке

## Позиции в хит-парадах
| Год       | Хит-парад                                  | Высшая позиция | Пребывание в чарте |
| --------- | ------------------------------------------ | -------------- | ------------------ |
| 1979—1981 | Австралия (Kent Music Report)              | 1              | нет данных         |
| 1979—1981 | Великобритания (UK Albums Chart)           | 1              | 74 недели          |
| 1979—1981 | Италия (Musica e dischi)                   | 7              | 22 недели          |
| 1979—1981 | Канада (RPM Albums Chart)                  | 3              | 30 недель          |
| 1979—1981 | Нидерланды (Nationale Hitparade LP Top 50) | 1              | 36 недель          |
| 1979—1981 | Новая Зеландия (RMNZ)                      | 4              | 27 недель          |
| 1979—1981 | Норвегия (VG-lista)                        | 32             | 2 недели           |
| 1979—1981 | США (Billboard Top LP’s & Tape)            | 25             | 100 недель         |
| 1979—1981 | ФРГ (Offizielle Top 100)                   | 16             | 80 недель          |
| 1979—1981 | Швеция (Sverigetopplistan)                 | 21             | 5 недель           |
| 1979—1981 | Япония (Oricon)                            | 16             | нет данных         |

| Год  | Хит-парад                          | Позиция |  |
| ---- | ---------------------------------- | ------- |  |
| 1979 | Канада (RPM Year-End)              | 99      |  |
| 1979 | Нидерланды (Buma/Stemra)           | 25      |  |
|      |                                    |         |  |
| 1980 | Австралия (Kent Music Report)      | 10      |  |
| 1980 | Великобритания (Gallup Poll)       | 5       |  |
| 1980 | Канада (RPM Year-End)              | 12      |  |
| 1980 | Нидерланды (Buma/Stemra)           | 7       |  |
| 1980 | Новая Зеландия (Recorded Music NZ) | 27      |  |
| 1980 | США (Billboard Top Popular Albums) | 79      |  |
| 1980 | ФРГ (Jahrescharts Deutschland)     | 15      |  |

## Сертификации
| Регион | Сертификация | Продажи    |
| --- | ------------ | ---------- |
| Австралия (ARIA) | Платиновый   | 50 000^    |
| Бельгия (BEA) | Золотой      | 25 000*    |
| Великобритания (BPI) · релиз 1979 года | Платиновый   | ~1 000 000 |
| Великобритания (BPI) · релиз 2003 года | Серебряный   | 60 000^    |
| Германия (BVMI) | Золотой      | 250 000^   |
| Испания | —            | 50 000     |
| Италия (FIMI) · уровень продаж с 2009 года | Золотой      | 25 000     |
| Канада (Music Canada) | Платиновый   | 100 000^   |
| Нидерланды (NVPI) | Платиновый   | 100 000^   |
| Новая Зеландия (RMNZ) | Платиновый   | 15 000^    |
| США (RIAA) | Платиновый   | 1 000 000^ |
| Франция (SNEP) | Платиновый   | 400 000*   |
| * Данные о продажах приведены только на основе сертификации. · ^ Данные о тиражах приведены только на основе сертификации. · Данные о продажах + прослушиваниях приведены только на основе сертификации. |              |            |